# Салеїт
Салеїт — мінерал, водний уранофосфат магнію шаруватої будови з гр. уранових слюдок.

## Загальний опис
Хімічна формула: Mg[UO2]2[PO4]2•(10-12)H2O. Містить (%): MgO — 4,31; UO3 — 61,21; P2O5 — 15,20; H2O — 19,28. За хімічний складом близький до отеніту. Сингонія тетрагональна. Дитетрагонально-дипірамідальний вид. Утворює пластинки до 3 мм з квадратним перетином, листуваті аґреґати. Густина 3,27. Твердість 3,0. Колір лимонно-жовтий. Блиск на пл. спайності перламутровий. Люмінесціює інтенсивним жовто-зеленим кольором. Зустрічається як вторинний мінерал у родовищах урану разом з урановими слюдками, торбернітом, девіндтитом, цейнеритом та ін. мінералами U. Знахідки: Шварцвальд і Саксонія (ФРН), Шинколобве (Заїр). Син. — магнезіальний отеніт, магнезіофосфорураніт. За прізв. франц. географа А.Сале (A. Salee), J. Thoreau, J.F.Vaes, 1932.
Розрізняють: салеїт арсеновий (салеїт, який містить до 4,5 % As2O5).